# Vjetroelektrana Orlice
Vjetroelektrana Orlice nalazi se u blizini Šibenika, odmah kod izlaza Vrpolje, te se s iste pruža sjajan pogled na uvalu Grebaštica, Šibenik i otoke Šibenskog akvatorija. Vjetroelektrana je puštena u pogon i u proizvodnji je od ljeta 2009., kada je dovršena njena izgradnja. Svečano otvorenje iste upriličeno je u prosincu 2009. Sastoji se od 11 Enerconovih vjetroagregata, i to 3 E-48 pojedinačne nazivne snage 800 kW i 8 E-44 pojedinačne nazivne snage 900 kW, što ukupno daje 9,6 MW instalirane snage. Promjer lopatica vjetroagregata je 48 i 44 metara, a visina osi 50 metara. Predviđena je proizvodnja vjetroelektrane od oko 25 GWh električne energije godišnje.

## Iskustva u radu VE Orlice
Iskustva stečena tijekom ostvarenja projekta, ovaj put po novoj zakonskoj regulativi za OIE, priključenje i ponašanje na mreži, proizvodnja, vrlo su dragocjena za realizaciju budućih projekata. Pogotovo imajući u vidu da je za razliku od VE Trtar-Krtolin, koji je spojen na 30 kV mrežu, ali radijalno u izuzetno čvrtu točku - TS (transformatorska stanica) Bilice, ova VE spojena na 30 kV dalekovod Šibenik – Primošten, odnosno direktno na distribucijsku mrežu. Utjecaj, prvenstveno se misli štetni, na mrežu nije primjećen. Utjecaj na okoliš, s obzirom na buku nije problematičan, kao i štetni utjecaj na biljni i životinjski svijet, s posebnim osvrtom na ornitofaunu i šišmiše.
VE Orlice je treća vjetroelektrana u Hrvatskoj u operativnoj uporabi. Nalazi se u okolici Šibenika, otprilike desetak kilometara zračne udaljenosti od vjetroelektrane Trtar-Krtolin. Interesantno je primijetiti da je planiranje ova dva projekta započeto u isto vrijeme još 2000.  VE Trtar-Krtolin je ostvarena kao pilot projekt, dok VE Orlice je stavljena nekoliko godina na čekanje, do dovršenja zakonskog okvira. No ni donošenjem svih potrebnih podzakonskih akata 2007. Nije se baš olakšao postupak ostvarenja projekata, štoviše, ima se dojam da je situacija još složenija. Tijekom ishođenja potrebne dokumentacije, u vrijeme realizacije i po dovršenju projekta uočene su mnoge nedorečenosti, nedostaci pa i krivo postavljena „pravila igre“. S obzirom na to da je zakonski okvir već godinama u uporabi, da se na brojne uočene nedostatke ukazuje i da se praktično nije učinilo ništa na njegovoj promjeni i poboljšanju, stječe se dojam da je deklarirani interes Republike Hrvatske za obnovljive izvore energije ipak samo deklarativan. U prilog tome govori veliki raskorak između prijavljenih projekata u Registru OIE i stvarno dovršenih vjetroelektrana u operativnom pogonu.
Dakle, priprema projekta, točnije prikupljanje sve potrebne „papirologije“, trajalo je više od 8 godina, da bi konačno realizacija krenula u studenom 2008. Građevinski radovi na pristupnim putevima, temeljima te postoljima za ugradnju, polaganje kabelskih trasa, te ugradnja 11 vjetroagregata dovršeni su u cijelosti krajem svibnja 2009. Za razliku od VE Trtar-Krtolin, gdje je mrežni priključak omogućen prije ugradnje vjetroagregata i svaki
pojedinačni vjetroagregat je po ugradnji bio direktno na mreži, čime je omogućeno njegovo testiranje i probni pogon, ovdje je bilo potrebno dovršiti projekt u cijelosti, da bi se omogućio spoj vjetroelektrane na elektroenergetsku mrežu i probni pogon. Prvi slučaj je u pogledu realizacije projekta puno fleksibilnije rješenje, jer se omogućuje istovremeno testiranje ugrađenih vjetroagregata i ugradnja ostalih. Ujedno je i s pogleda sigurnosti vjetroelektrana,  bolje da su pod naponom kad se dovrši ugradnja, jer bez napona se ne mogu podesiti sukladno vjetru što može dovesti i do mogućih oštećenja. Da ne govorimo o tome kako je korisnije da vjetroelektrane proizvode potrebnu električnu energiju nego da stoje.
VE Orlice priključena je na mrežu 4. lipnja 2009. Tehnički pregled je dovršen 31. listopada, a status povlaštenog proizvođača, time i ugovor s HROTE-om, je aktiviran 22.prosinca 2009. Pravni vakuum, koji obuhvaća vrijeme (a i postupak) probnog rada, do aktiviranja ugovora o isporuci (prodaji) u ovom slučaju trajao je gotovo 7 mjeseci. Usuđujemo se reći da smo još bili i sretni, jer teoretski pa i praktično može trajati puno duže. Osim samog problema trajanja tog nedefiniranog statusa, problem je i energija proizvedena kroz to vrijeme, isporučena u mrežu, ali koju nitko ne želi platiti. U našem konkretnom slučaju radi se o 8,5 milijuna kWh.

### Položaj
Vjetroelektrana je smještena na brdu Orlice, po čemu je dobila ime. Udaljena je otprilike desetak kilometara zračne linije od VE Trtar-Krtolin. Blizu je izlaza Vrpolje s autoputa, s donje južne strane, prema moru. Za razliku od VE Trtar-Krtolin, gdje su vjetroagregati smješteni na hrptu lanca brda Trtar i Krtolin, ova lokacija se nalazi na brdu koje ima kupolasti oblik sa svojevrsnom zaravni na vrhu. Takva konfiguracija uvjetovala je i drugačiji raspored vjeroelektrana, s utjecajem terena na agregate, te međusobnog utjecaja pojedinog agregata na druge. Naime kupolasti oblik terena podrazumijeva da su, ovisno o smjeru trenutnog vjetra neki agregati više izloženi vjetru, dočim su neki više ili manje zaklonjeni brdom. Pored toga linijski poredani agregati manje zaklanjaju jedan drugog u većini naših uobičajenih vjetrova. Vjetroagregati složeni na površini više „kradu“ vjetar jedan drugom. 
Osim toga analiza mjerenja vjetropotencijala pokazala je da je lokacija u rubnom području I i II klase vjetroagregata. Većina pozicija na vrhu brda prelazio je u klasu IA, za razliku od VE Trtar-Krtolin koja je u cjelini IIA. To je predstavljalo dodatan problem za odabir vjetroagregata. S obzirom na to da je planiranje ove vjetroelektrane bilo u paraleli s VE Trtar-Krtolin namjeravali smo koristiti iste agregate. Problem je što ENERCON u toj veličini agregata nema istu vrstu agregata u svim klasama. Za klasu IA ima model E-44, za klasu IIA ima E-48 (koji je korišten na VE Trtar-Krtolin), te za klasu III model E-53.
Dodatni problem nastao je time što E-44 ima nazivnu snagu 900 kW u odnosu na E-48 koji ima 800 kW. Vjetroelektrana je po planu trebala imati 12 agregata po 800 kW, što daje ukupno 9,6 MW instalirane snage na koliko je izdana dokumentacija. U slučaju E-44 to bi iznosilo 10,8 MW, što je iznos koji prelazi odobrenu snagu, ali i iznos od 10 MW, koji je postavljen kao granica u mrežnim pravilima za priključak na distribucijsku mrežu. Kao rješenje, morali smo smanjiti ukupan broj vjetroagregata na 11 i to kao kombinaciju od 8 E-44 te 3 E-48 što je u konačnici dalo 9,6 MW instalirane snage.

### Tehnički opis
Vjetroelektrana Orlice se sastoji od ukupno 11 vjetroagregata proizvođača ENERCON GmbH iz Njemačke, dva različita modela, ovisno o klasi vjetra. Za klasu IA korišten je model E-44 sljedećih karakteristika:
- nazivna snaga 900 kW
- promjer rotora 44 m
- visina stupa 55 m
- broj lopatica 3
- regulacija snage zakretanjem lopatica (engl. pitch)
- brzina rotora (promjenjiva): 16 – 34,5 okr/min
- nazivna brzina vjetra 13,2 m/s
- brzina vjetra kod uključenja 3 m/s
- brzina vjetra kod isključenja 40 m/s
- klasa IA

Za klasu IIA korišten je model E-48 sljedećih karakteristika:
- nazivna snaga 800 kW
- promjer rotora 48 m
- visina stupa 50 m
- broj lopatica 3
- regulacija snage zakretanjem lopatica (engl. pitch)
- brzina rotora (promjenjiva): 16 – 31,5 okr/min
- nazivna brzina vjetra 12 m/s
- brzina vjetra kod uključenja 2,5 m/s
- brzina vjetra kod isključenja 28-34 m/s
- klasa IIA

Oba modela vjetroagregata su istovrsne tehnologije. Generator je sinkroni, direktno pogonjen (bez prijenosnika snage), promjenjive brzine vrtnje, dakle i varijabilne promjenjive i izlaznog napona, spojen na mrežu preko invertora izlaznog napona 400 V. Vjetoagregat je preko blok-transformatora spojen na naponski nivo mreže od 30 kV. Za razliku od VE Trtar-Krtolin gdje se blok-transformator i sklopni blok nalaze u zasebnim objektima pored vjetoagregata, ovdje se ta oprema nalazi unutar stupa vjetoagregata u njegovu podnožju, osim za dva vjetoagregata, gdje su zbog više vodnih polja dimenzije sklopnog bloka onemogućavale smještaj unutar stupa, te su smješteni u vanjske objekte, dočim su i njihovi blok-transformatori smješteni u stupu. Rješenje sa SN opremom unutar stupa je jednostavnije, cjelokupna oprema nalazi unutar stupa, i zaštita od udara groma je efikasnija.
Internim kabliranjem stvoren je sustav zajedničkih sabirnica kojim su svi vjetoagregati međusobno povezani, te zajedničkim kabelom spojeni na rasklopište iznad naselja Brnjača kod Grebaštice. Rasklopište s obračunskim mjestom nalazi se u neposrednoj blizini dalekovoda DV 30 kV Bilice – Primošten – Rogoznica, na otprilike 15 km od TS Bilice. Rasklopište je spojeno na dalekovod direktno tzv. T-spojem na stupu br. 53. Nakon priključnog mjesta dalekovod se nastavlja do tranformatorske stanice TS Primošten u duljini od 7 km, odnosno do TS Rogoznica u daljnjih 5 km. Vjetoagregati, premda su na istim sabirnicama, potpuno su automatizirani i autonomni i ne ovise jedan o drugome.
S obzirom na to da su uvjeti iz PEES-a bili vrlo strogi po pitanju napona u priključnoj točki (napon ne smije prijeći nivo od 30,7 kV), radi specifične konfiguracije voda koji je prilično dug i radijalan, te je napajanje samo sa strane TS Bilice. Naime zbog specifičnog napona od 30 kV koji se koristi u Šibeniku i okolici, nije moguće izvesti napajanje s druge strane. Zbog toga na krajnjim točkama može doći do velikih oscilacija naponskog nivoa obzirom na potrošače. Vjetroelektrana može taj naponski raspon dodatno povećati u krajnjim uvjetima maksimalne proizvodnje i minimalne potrošnje, odnosno obrnuto, bez obzira na automatsku regulaciju napona u TS Bilice, s obzirom na to da je ona relativno spora. Stoga je u vjetroelektrani ugrađen poseban sustav automatskog upravljanja VCS (engl. Voltage Control System), kojim se aktivno regulira napon u točki priključka.

## Iskustva iz dosadašnjeg rada vjetroelektrane
Budući da je vjetroelektrana dovršena i stavljena u pogon početkom juna 2009. i da od tada nije prošlo niti 9 mjeseci, nemamo dovoljno pokazatelja za kvalitetnu ocjenu njezinog rada. Svjetska iskustva govore da je razdoblje od prvih 6 mjeseci pogona, negdje se to protegne i na cijelu godinu, period podešavanja i stabilizacije postrojenja. Čak i vjetroagregati u tom prvom razdoblju na rade punim kapacitetom, nego im se snaga postepeno diže. Iskustva s VE Trtar-Krtolin govore tome u prilog.
Osim toga ovdje smo se prvi put susreli s nekoliko bitnih čimbenika. Konfiguracija terena na lokaciji je bitno drugačija. Klasa vjetra na lokaciji nije ujednačena i stoga imamo dva različita modela vjetroagregata, što usložuje održavanje. Imamo po prvi put priključak na distribucijsku mrežu koja je uvjetno problematična. Unatoč relativno kratkom vremenu za steći „pravi“ uvid u ponašanje i mogućnosti VE Orlice ipak se daju uočiti određene karakteristike, vezane uz proizvodnju, kvarove, te utjecaj na okoliš, kao najvažnije aspekte rada vjetroelektrane.

### Proizvodnja
Do kraja 2009., VE Orlice proizvela je i u mrežu predala 9 585 701 kWh, Planirana godišnja proizvodnja na osnovi analize mjernih podataka vjetromjerenja iznosi 24 874 000 kWh. Ako usporedimo planiranu i ostvarenu proizvodnju, vidimo da je tek nakon pola godine rada vjetroelektrana dosegla punu operativnost.
Vjetroagregati br. 1 do 8 su tipa E-44, odnosno 9, 10 i 11 su E-48. Unatoč činjenici da je nedovoljno vremena prošlo za kvalificiranu ocjenu, uočavamo da E-48 daje veću proizvodnju od E-44, pogotovo vodeći računa da se ne nalaze na najboljim položajima, već na njezinim rubovima, dakle donekle zaklonjeni, da su stupovi niži za 5 m, te da im je nazivna snaga manja za 100 kW. Prije svega to se može objasniti većim promjerom rotora i time većom površinom zahvata vjetra (engl. SWAP area). S druge strane, E-44 bi trebao moći koristiti veće brzine vjetra i time bolje koristiti tu svoju veću snagu, što bi naročito dolazilo do izražaja u zimskom periodu. U svakom slučaju s obzirom na to da je lokacija rubna, između klasa I i II, generalno vjetroagregati E-44 zbog veće nominalne snage i manjeg dijametra rotora imaju slabiju iskoristivost, te time i ukupan broj radnih sati, koji iznosi 2221 u odnosu na 2714 kod VE Trtar-Krtolin. To je podatak o planiranoj proizvodnji, no iskustvo s VE Trtar-Krtolin
govori da su ti podaci prilično vjerodostojni.

### Međusobni utjecaj vjetroelektrane i mreže
Prvi projekt VE Trtar-Krtolin spojen je radijalnim vodom u 30 kV postrojenje TS Bilice. Iako je spojen na distribucijsko postrojenje, taj segment kao i cijela TS Bilice u ingerenciji je (zasad) HEP-OPS-a. Obzirom na snagu transformatorske stanice i njezin ukupni kapacitet, to je prečvrsta točka da bi se tako spojena vjetroelektrana mogla smatrati distribuiranim izvorom energije koji ima znatniji utjecaj na ponašanje mreže.
S VE Orlice situacija je drugačija. Ona je spojena direktno na radijalni vod, na otprilike njegovoj polovici. Doduše na dionici od TS Bilice do spoja VE Orlice nema odcjepa niti spojenih potrošača, tako da s točke potrošača (TS Primošten i TS Rogoznica) nema suštinske promjene, jer energija i dalje dolazi iz jednog pravca. S druge strane voda (TS Bilice) imamo promijenjenu situaciju, jer sad energija može dolaziti i iz pravca voda. Stoga je i zaštita trebala biti promijenjena u dvostranu, umjesto dosadašnje jednostrane. No pravi efekt distribuiranog izvora energije koji napaja potrošače na bar dvije strane, opet se gubi radi TS Bilice koja je, kako je to već naglašeno, suviše jaka točka.
U svakom slučaju imamo promijenjene tokove snaga i režim rada na radijalnom vodu koji na izvjestan način utječe na krajnje potrošače te na gubitke na vodu. Donekle utječe i na gubitke transformacije u TS Bilice, pa čak i na gubitke prijenosa do TS Bilice. Iako je ovo relativno mala snaga i proizvedena energija da bi bitno utjecala na režim rada TS Bilice, zajedno s VE Trtar-Krtolin i u špici proizvodnje obje elektrane to već i nije baš zanemarivo. Pretjerani oprez i rezerviranost od strane HEP ODS-a prilikom izdavanja PEES-a, a koji je rezultirao vrlo strogim uvjetima koje treba zadovoljiti, proizišao je vjerojatno iz nepoznavanja tehnologije vjetroelektrana, nedostatka iskustva u njihovom radu u našem elektroenergetskom sustavu, te razumljivog straha od posljedica, na uvjetno rečeno slabom vodu.
Stoga smo prije realizacije projekta organizirali svojevrsnu prezentaciju od strane stručnjaka iz proizvođača ENERCON-a o mogućnostima vjetroagregata i iskustvima njihovog ponašanja na mreži. Naime u svijetu to već odavno nije novina i mnogi vjetroagregati rade u distribucijskoj mreži, koje često nisu dovoljno jake. No teorija je jedno, a praksa se u našem slučaju tek trebala dokazati. Strah od utjecaja vjetroelektrane na naponske prilike krajnjeg potrošača i na izlazak izvan okvira dozvoljenih odstupanja je bio razumljiv.
Vjetroagregati su specifičan izvor električne energije. Oni nisu klasični agregati iz konvencionalnih elektrana, koji drže napon i frekvenciju mreže i reguliraju ih putem turbine i uzbude. Stohastička priroda vjetra onemogućuje regulaciju snage i brzinu vrtnje preko turbine. Vjetroagregati su u suštini strujne pumpe. Mreža im daje i održava napon i frekvenciju, a oni pumpaju snagu u mrežu. Pritom ta snaga može bitno oscilirati, ovisno o oscilacijama brzine vjetra. Kod generatora starije generacije (asinkroni direktno na mreži), proizvedena energija uvjetno rečeno i nije bila pretjerano kvalitetna. Moderni agregati, bilo asinkroni s djelomičnom ili potpunom snagom preko invertora ili u slučaju ENERCON-a sinkroni s cijelom snagom preko invertora, imaju vrlo kvalitetnu proizvedenu energiju. Invertori su ti koji omogućuju kvalitetu izlazne energije te regulaciju faktora snage u određenim granicama. ENERCON je temeljem zahtjeva iz PEES-a za ograničenjem izlaznog napona na 30,7 kV u VE Orlice ugradio dodatni opcionalni sustav VCS (engl. Voltage Control System), kojim se aktivno regulira napon u točki spoja na mrežu, s pošesavanjem faktora snage cos φ, odnosno povlačenjem jalove energije s mreže drži se napon u zadanim granicama.
Praksa iz dosadašnjeg, doduše kratkog razdoblja rada vjetroelektrane, u tim specifičnim uvjetima, pokazala je da vjetroelektrana štoviše povoljno utječe na stabilnost mreže. Nadamo se da će ovakva iskustva doprinijeti razbijanju predrasuda o vjetroelektranama i obnovljivim izvorima uopće, kako u stručnim krugovima tako i u široj javnosti, te time omogućiti njihovu veću primjenu i korištenje.

### Kvarovi
Statistika kvarova iščitana iz baze podataka vjetroagregata za vrijeme probnog rada, kao i u ukupnom periodu do kraja 2009., također je interesantan podatak. Iskustva s mnogih projekata u svijetu govore da se tijekom prve godine dešava veći broj kvarova na novoizgrađenim vjetroelektranama. Mnogi nedostaci i tvorničke greške dolaze do izražaja. Također je to period prilagođavanja i udešavanja opreme i sklopova vjetroegregata. Prilikom planiranja projekta vjetroelektrane vrlo je bitan pravilan odabir vjetroegregata, njihova kvaliteta, te podrška i servis proizvođača. To uvelike utječe na broj kvarova, raspoloživost vjetroegregata, njihov radni vijek i proizvodnju.
Kako je položaj vjetroelektrane, samim time i vjetroagregati prilično izložena, tijekom grmljavinskih nevremena čest je udar groma u njih. Obzirom na pretežito kamenitu strukturu tla i impulsnu karakteristiku atmosferskog pražnjenja prilikom takvih udara, odvodnja prenapona uzemljivačem može biti problematična. Najčešća posljedica ako je bude, je izgaranje nekih elektroničkih pločica, koje se tada trebaju zamijeniti. Iskustva s kvarovima na VE Trtar-Krtolin, gdje je elektronika često stradala u udarima groma, doprinijela je da na VE Orlice ugradimo dodatni uzemljivač po svakom vjetroagregatu. Praksa je pokazala da su zahvaljujući tome agregati na lokaciji VE Orlice puno manje ispadali za vrijeme grmljavinskog nevremena, nego na lokaciji VE Trtar-Krtolin. Usporedbe su moguće zbog blizine samih vjetroelektrana. Zbog toga slično rješenje dodatnog uzemljivača primijenit ćemo i na VE Trtar-Krtolin.

### Utjecaj na okoliš
Osnovni utjecaji na okoliš su buka, utjecaj na ptice i šišmiše, te vizualni utjecaj. O ovom potonjem je teško polemizirati. Nekima su vjetroelektrane lijepe, nekima ružne. U svakom slučaju ljudi nisu ravnodučni. No to je ipak vlastiti dojam.
Predrasude o buci koje stvaraju vjetroagregati dobrim djelom razbijene su na VE Trtar-Krtolin. Naime mjerenja su pokazala da buka zbog njih nije bitno povećana. I svi oni koji su pohodili položaj, mogli su se uvjeriti da ta „buka“ ne postoji. Na položaju Orlice također su izvršena mjerenja buke i rezultati su također pokazali da nema bitnog povećanja buke u okolnim naseljima zbog vjetroelektrane. Jedna gotovo pa šala tijekom tog mjerenja je da zbog zvukova domaćih životinja, pretežito pasa, nisu duže vrijeme uspijevali izmjeriti buku.
Jedna od predrasuda je bila i još je uvijek prisutna da su vjetroelektrane pogubne za ptice i ostali životinjski svijet. Osmatranje koje se provodilo na lokaciji Trtar-Krtolin nije zabilježio niti jednu nastradalu pticu, bilo koje vrste. Štoviše, sve one koje su i prije obitavale na položaju ili u njezinoj blizini i dalje su prisutne. Isto se odnosi i na životinjski svijet. Na lokaciji VE Orlice, tek je započeto osmatranje ptica. Ujedno na tom položaju po prvi put se vrši i osmatranje šišmiša. Nadamo se da rezultati tih osmatranje također neće pokazati štetan utjecaj vjetroelektrane.